# Thea (serie televisiva)
Thea è una serie televisiva statunitense in 19 episodi trasmessi per la prima volta nel corso di una sola stagione dal 1993 al 1994.
È una sitcom  con protagonista Thea Vidale che interpreta il personaggio omonimo Thea Turrell.

## Trama
Houston. Thea Turrell (interpretata da Thea Vidale) è una donna vedova, madre di quattro figli (Jarvis, Jerome, Danesha e James) che lavora in un supermercato di giorno e gestisce un piccolo salone di bellezza la sera. La serie segue la vita frenetica della donna che si divide tra le sue attività lavorative e i problemi classici adolescenziali dei quattro figli esigenti.

## Personaggi e interpreti

### Personaggi principali
- Thea Turrell (19 episodi, 1993-1994), interpretata da Thea Vidale.
- Jarvis Turrell Jr. (19 episodi, 1993-1994), interpretato da Adam Jeffries.
- Jerome Turrell (19 episodi, 1993-1994), interpretato da Jason Weaver.
- Danesha Turrell (19 episodi, 1993-1994), interpretata da Brandy Norwood.
- James Turrell (19 episodi, 1993-1994), interpretato da Brenden Jefferson.
- Charles (19 episodi, 1993-1994), interpretato da Cleavant Derricks.
- Lynette (19 episodi, 1993-1994), interpretata da Yvette Wilson.

### Personaggi secondari
- Riddick (5 episodi, 1993-1994), interpretato da Wesley Jonathan.
- Otis (5 episodi, 1993-1994), interpretato da Arvie Lowe Jr..
- Leonard (4 episodi, 1993-1994), interpretato da Kenny Ford Jr..
- Rickey (4 episodi, 1993), interpretato da Miguel A. Núñez Jr..
- Bob (2 episodi, 1993), interpretato da James Boyce.
- Toni (2 episodi, 1994), interpretata da Susan Beaubian.
- Walt Henderson (2 episodi, 1994), interpretato da Dennis Burkley.
- Roy Bennett (2 episodi, 1994), interpretata da Blake Clark.
- Rose (2 episodi, 1994), interpretato da Ellia English.
- Thomas (2 episodi, 1994), interpretato da Patrick Malone.
- Keanda (2 episodi, 1994), interpretata da Michelle Thomas.

## Produzione
La serie, ideata da Bernie Kukoff, fu prodotta da Mary Ellen Jones per la Castle Rock Entertainment Le musiche furono composte da Kurt Farquhar. La serie fu cancellata dopo una sola stagione a causa dei bassi ascolti.

### Registi
Tra i registi sono accreditati:
- Jay Sandrich in 7 episodi (1993-1994)
- Chuck Vinson in 5 episodi (1993-1994)
- John Bowab in 3 episodi (1993-1994)
- Paul Kreppel in 2 episodi (1994)

### Sceneggiatori
Tra gli sceneggiatori sono accreditati:
- Michelle Jones in 4 episodi (1993-1994)
- Bernie Kukoff in 3 episodi (1993-1994)
- Teri Schaffer in 3 episodi (1993-1994)
- Tom Devanney in 3 episodi (1993)
- Bill Bryan in 2 episodi (1993)

## Distribuzione
La serie fu trasmessa negli Stati Uniti dall'8 settembre 1993 al 23 febbraio 1994 sulla rete televisiva ABC.

## Episodi
| Stagione       | Episodi | Prima TV USA |
| -------------- | ------- | ------------ |
| Prima stagione | 19      | 1993-1994    |